# 卡馬克 (喬治亞州)
卡馬克（英語：Camak）是一個位於美國喬治亞州沃倫縣的城鎮。

## 地理
卡馬克的座標為33°27′11″N 82°38′54″W / 33.45306°N 82.64833°W，而該地的平均海拔高度為177米（即581英尺）。

## 人口
根據2010年美國人口普查的數據，卡馬克的面積為2.00平方千米，當中陸地面積為2.00平方千米，而水域面積為0.00平方千米。當地共有人口138人，而人口密度為每平方千米69人。